# Суворовка (Липецкая область)
Суво́ровка — деревня в Елецком районе Липецкой области России. Входит в состав Колосовского сельсовета.

## География
Расположена на левом берегу реки Сосны.

## Топоним
Название, вероятно, происходит от человека по фамилии Суворов.

## История
Известна с середины XIX века. В 1866 году считалась казённой деревней.
В начале XX века жили в основном дачники; деревня пострадала от лесных пожаров.
К 2010 году для погорельцев построили четырнадцать домов. Ключи селянам вручил спикер облсовета Павел Путилин.

## Население
| 2010 |
| ---- |
| 59   |

## Инфраструктура
В Суворовку провели газ, построили водопровод. В новых домах газ, свет, вода, отопление.

## Транспорт
К 2010 году проложили километровую подъездную дорогу.